# Varian Fry
Varian Fry (ur. 15 października 1907 w Nowym Jorku, zm. 13 września 1967 w Redding) – amerykański dziennikarz, który kierował w czasie II wojny światowej siecią pomocy dla uchodźców z kolaborującej z Niemcami Francji Vichy.
Kierowana przez niego sieć w Marsylii pomogła ocalić ok. 2 tys. Żydów i działaczy antyfaszystowskich (z Fryem współpracowali m.in. Mary Jayne Gold i Albert Otto Hirschman). Zbiegów przerzucano przez Pireneje do Hiszpanii albo do francuskich kolonii. W taki sposób do USA przedostali się m.in. malarze André Breton, Max Ernst, André Masson, Marc Chagall i Wifredo Lam, muzycy Wanda Landowska i Heinz Jolles, rzeźbiarz Jacques Lipchitz oraz pisarze i poeci Hannah Arendt, Lion Feuchtwanger i małżeństwo Werfelów.
W 1941 r. jego działalność zdekonspirowała amerykańska ambasada przy rządzie Vichy. Francuzi aresztowali i deportowali Frya do USA. W 1995 r. wyróżniono go medalem Sprawiedliwy wśród Narodów Świata.